# ΣΧΟΛΗ
«ΣΧΟΛΗ. Философское антиковедение и классическая традиция» — международный рецензируемый научный журнал открытого доступа, посвященный античной философской традиции и истории науки.

## Название
Греческая часть названия из написанного заглавными буквами др.-греч. σχολή (произносится как схо́ли) — «школа, занятия, чтения».

## О журнале
Журнал публикует оригинальные исследовательские статьи, переводы и рецензии.
Издается Центром изучения древней философии и классической традиции НГУ Учредители — Новосибирский государственный университет, Институт философии и права СО РАН..
Основан в марте 2007 года. Периодичность — два раза в год.
Главный редактор — Е. В. Афонасин.
Журнал индексируется в базах научной информации: Российский индекс научного цитирования (с 2007 года), Philosopher’s Index (с 2008 года), Scopus (с 2011), Directory of Open Access Journals, Научная электронная библиотека КиберЛенинка (с 2015 года).

## Редакционная коллегия
Главный редактор — Е. В. Афонасин.
Члены:
- И. В. Берестов (ИФПР СО РАН)
- П. А. Бутаков (ИФПР СО РАН),
- М. Н. Вольф (ИФПР СО РАН),
- Дж. М. Диллон (Тринити-колледж, Дублин),
- С. В. Месяц (ИФ РАН),
- Д. O’Мара (Фрибургский университет),
- Е. В. Орлов (ИФПР СО РАН),
- Теун Тилеман (Утрехтский университет),
- А. И. Щетников (Новосибирск)

## Редакционный совет
Члены:
- С. С. Аванесов (НовГУ)
- Л. Баргелиотис
- Л. Бриссон[фр.] (НЦНИ)
- Л. Гигинейшвили (ТГУ)
- В. П. Горан (ИФПР СО РАН)
- В. С. Диев (НГУ)
- В. Б. Прозоров (МГУ имени М. В. Ломоносова)
- В. В. Целищев (ИФПР СО РАН)
- А. В. Цыб (СПбГУ)
- С. П. Шевцов (ОНУ)